# 노백린
노백린(盧伯麟, 1875년 양력 2월 15일(음력 1월 10일)~1926년 양력 1월 22일)은 대한제국의 군인이자 일제강점기에 임시정부의 교통총장, 군무총장, 국무총리 대리, 국무총리 등을 역임한 독립운동가이다. 계몽사상가로서의 활동과 함께 대한민국 최초의 비행사 양성 활동도 했다. 아호는 계원(桂園)이고, 별호는 진방(鎭邦), 진영(珍榮)이다. 본관은 풍천이다.

## 생애

### 생애 초반
1875년(고종 12년 음력 1월 10일) 황해도 풍천군 풍해면 성하리에서 성리학자인 노병균(盧秉均)의 셋째 아들로 태어났다. 본관은 풍천(豐川)이다. 일설에는 1873년에 태어났다는 설도 있다. 원적지는 황해도 은율이며 어릴 때는 한학을 수학했다.
그는 어릴 때부터 남달리 키가 크고 얼굴도 컸다 하며, 마음이 침착, 차분하면서도 성격이 매우 호탕하였다 한다. 

### 유학과 귀국
1895년(고종 32년) 대한제국의 관비 유학생으로 선발되어 이갑(李甲), 박중양, 윤치성, 류동열 등과 함께 일본에 유학했다. 일본의 게이오의숙(慶應義塾)에서 보통과와 특별과를 수학하였다. 1897년 세이조학교(成城學校) 학교에 입학하였다. 1898년 2월 세이조학교를 졸업하고 일본 육군사관학교에 입학하였다. 1899년(광무 2년) 11월 일본 육군사관학교를 졸업하고 일본군 견습사관에 임명되었으며, 1900년초 일본군 육군 소위로 임관하였다. 
1900년(광무 3년) 10월 귀국하여 당시 원수부회계국총장(元帥府會計局總長) 민영환(閔泳煥) 등의 적극적인 주선으로 어담(魚潭), 윤치성(尹致晟), 이갑, 류동렬, 김형섭(金亨燮) 등과 함께 육군 참위로 임관한 뒤 한국무관학교 보병과 교관, 육군연성학교 교관을 맡아 대한제국 국군을 신식으로 개편하였다. 이후 육군 보병 정위로 승진하고 1904년(광무 7년) 러일전쟁 당시 관전사(觀戰使)가 되어 일본군 위문사인 군부 대신 권중현(權重顯)을 따라 일본군을 종군, 동삼성의 대련(大連), 뤼순(旅順) 등지를 두루 시찰하고 귀국하였다. 이후 참령, 부령으로 승진하여 육군무관학교 교육국장이 되고, 다시 육군 정령으로 승진하여 육군무관학교 교장, 헌병대대장, 육군연성학교 교장 등 육군의 요직을 역임하였다.

### 을사보호조약과 계몽 운동
1905년 을사조약 이후 1907년 8월 을사 보호 조약의 영향력으로 대한제국 국군이 해산당하고 육군연성학교도 폐교되면서 노백린은 군부 교육국장으로 전보되었다. 노백린은 어담 등의 친일 군인들과는 달리 을사조약 체결과 군대 해산, 한일 병합 조약 등으로 국권이 순식간에 일본에 넘어가는 과정에서 이를 반대하는 입장을 견지했다. 
1906년 안창호(安昌浩), 이갑, 전덕기, 윤치호, 양기탁, 이동녕, 이동휘, 안태국(安泰國), 조성환, 김규식, 신채호, 옥관빈, 김홍량(金鴻亮) 등과 함께 신민회를 조직하였고 만주에 독립운동 전초기지를 건설하기 위한 계획을 수립하는데 참여하였다. 
1907년 자신의 재산과 땅을 헌납, 고향인 송화(松禾)에 사립 학교인 광무학당(光武學堂)을 설립하였다. 
1908년 김구(金龜, 후에 金九로 개명), 최명식(崔明植), 김홍량 등과 함께 해서교육총회(海西教育總會)를 조직하고 황해도의 교육 계몽활동 및 신식 학교 설립운동을 추진하였다.
수안금광, 경성부에서 피혁상 등을 경영하였으나, 10여 만원의 손해만 보고 상속받은 가산을 모두 탕진하였다. 

### 망명과 독립운동
1910년(융희 4년) 10월 1일 한일합방조약이 체결되자 관직을 사퇴하였다. 조선총독부에게서는 그에게 남작직과 은사금을 주었지만 모두 거절하고 받지 않았고 미국으로 망명하였다. 
하와이로 건너간 노백린은 박용만(朴容萬) 등과 하와이 오아후가할루 지방에 국민군단(國民軍團)을 창설하였다. 김성옥, 허용 등과 함께 국민군단 별동대 주임으로서 3백여 명의 독립군을 훈련시켰다.
1916년 이승만, 서재필 등과 함께 독립운동 방략을 의논하기 위해 노백린은 미국 본토로 건너갔다. 그러나 서재필이나 이승만은 무장독립론을 주장하던 노백린의 견해에 그는 회의적이었다. 
1918년 《평양시사신보》를 창간하는데 참여하였다. 

### 임시의정원과 임정 수립 참여

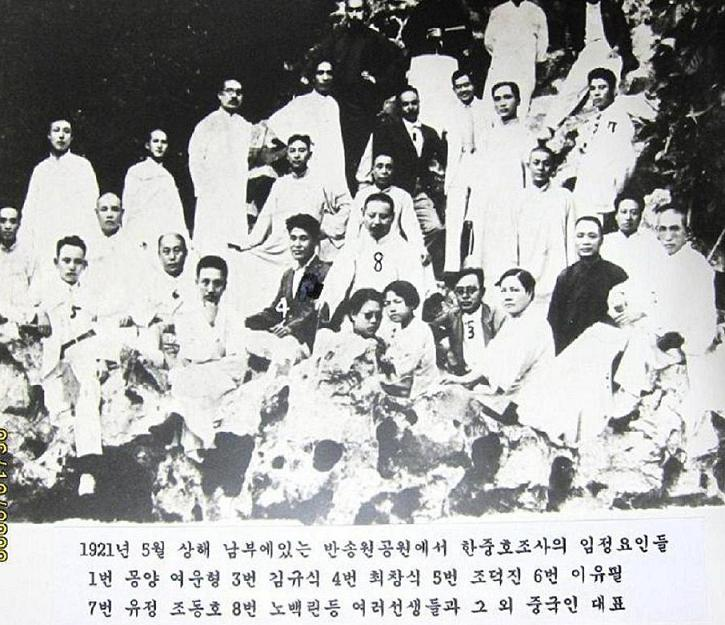
1921년 중국 상하이에서 한중호조사의 임정 요인들.

1919년 3월 3·1 만세 운동 직후 결성된 한성임시정부에서 군무부총장을 맡았다. 조선총독부의 탄압을 피해 열차편으로 만주를 거쳐, 배편으로 상하이로 건너갔다. 그해 4월 2일 대한민국 임시의정원 창설에 참여하고 임시의정원 의원에 선출되었다. 4월 10일 상하이 임시정부 군무부 총장에 임명되었다. 이동휘를 비롯한 류동렬, 신채호, 박용만 등과 함께 무력을 통한 독립 운동을 지지하는 쪽에 속했다. 이승만, 안창호, 박용만, 이동휘, 김규식 등과 함께 파리강화회의의 대표자의 한사람으로 추가 선발되기도 한다. 그러나 그는 앞으로의 승리는 하늘을 지배하는 자에게 있다고 확신하여 파리강화회의 대표자 직을 사퇴하고 미국으로 건너갔다. 1919년 9월 미국 체류 중 통합 임시정부 수립 후에도 제2대 군무총장으로 재선임되었다. 

### 비행사 양성 활동
1920년 다시 미국으로 건너간 노백린은 재미동포 최초 백만장자 김종린(金鍾麟) 등의 적극적인 재정지원으로 1920년 2월 20일 캘리포니아주 윌로우스에 한국 최초로 한인비행사학교를 설립하였다. 
다시 미국으로 건너간 그는 미국에서는 하와이주에 머물면서 미군의 도움을 받아 박용만과 함께 한인 독립군 부대를 조직했다가, 샌프란시스코로 이동하여 1920년 캘리포니아주 북부에 비행학교를 설립하고 공군 독립군을 양성했다. 그는 일찍부터 공군의 중요성에 대해 역설했다고 한다. 1920년 3월 1일 3·1절 기념식에 맞춰 JN-4D 2대를 이용선·이초 두 사람이 조종한 것이 한국인이 처음 비행기를 조종한 것이 되었다. 독립군 비행사 양성소는 1923년까지 77명의 졸업생을 배출토록 하였다. 한편 군사 기지 건설에 대해 서재필 등과 협의하였지만 자금 조달과 재원 조달의 어려움, 한국인이 쉽게 찾아오기 어려울 것을 들어 실패를 예상하였다. 그러나 노백린은 비행기지와 군사 훈련을 계속 추진하였다.
비행사 양성소 설립초기에는 비행기 2대, 미국인 기술자 1인과 비행사 6명을 교관으로 하였으나 생각했던 것만큼 큰 호응을 얻지는 못한다. 이후 임시정부의 군무총장직에 있으면서, 계속 미국에 체류하면서 비행학교육성에 종사하여 1920년 7월에는 제1회 졸업생 25명을 배출하고 1922년 6월에는 학생이 41명을 추가 모집하였으며, 1923년에는 11명의 졸업생을 배출한다. 이 기간 중 그는 모금 활동 등을 통해 비행기도 5대로 늘어났으며, 비행기는 무선통신장비까지 갖추게 된다. 

### 임시정부 활동
미국에 있을 때 노백린은 임시정부 군무총장으로서는 별다른 활동을 하지 못하였다. 1920년 1월 "전국민이 광복군 전투 대령에 참가를 당부"라는 제목의 군무부 포고 제1호를 발표하였다. 그 뒤 블라디보스토크에 가서 항일 계몽 운동을 추진하다가 사람과 자원 등 활동여건이 불편하여 1921년 1월 배편으로 다시 상하이로 되돌아왔다. 임시정부의 국무총리 대리와 국무총리를 역임했다.
상하이로 돌아온 뒤 1921년 2월 국민대표자대회 개최 문제로 이승만과 안창호가 의견을 달리하게 되자 노백린은 김규식과 함께 이승만과 안창호 사이의 의견 중재에 나섰으나 실패하고 만다. 그는 안창호 등과 시국대책을 논의하던 끝에 임시정부가 소련과 연합해야 할 것이라는 의견이 나타났다.
한편 그는 임시정부 군무총장으로서 노태연(盧泰然), 도인권(都寅權), 김훈(金勳) 등 무관학교 출신 청년들과 함께 일제에 대한 무력 항쟁 단체 설립을 주창하는 한편 일반외교 활동을 통하여 조국의 광복을 성취할 수 있도록 노력한다.
1922년 1월 일본 영사관 경찰에 체포된 후 변절한 김희선(金羲善), 소련 정부로부터 수령한 독립운동 자금을 임정에 주지 않고 사회주의 정당 조직에 사용한 전 임정 총리 이동휘와 전 국무원 비서실장 김립(金立) 등을 성토, 국무총리 대리 신규식, 내무부 총장 이동녕(李東寧), 교통부 총장 손정도(孫貞道), 김구 등 각료들과 함께 이들을 규탄하는 '임시정부포고 제1호'를 서명하여 발표한다.

### 임정 총리 선임과 의용단 사건
1922년 6월 임시정부 이승만 대통령의 지명으로 국무총리 서리에 임명되었다.
1922년 7월 국민대표자회의 등의 개최로 임정 창조파, 개조파, 임정고수파, 아나키스트 등 상하이 내 독립운동 단체의 파벌 갈등과 알력을 수습하기 위하여 안창호, 김구, 김덕진(金德鎭), 한진교(韓鎭敎), 신익희, 최일(崔日), 최창식(崔昌植), 윤현진 등과 함께 시사책진회(時事策進會)를 조직하여 통일된 의견과 행동으로 조국광복에 매진할 것을 결의하였으나 분쟁 조절에는 실패했다. 그 해 10월군자금 모집을 위하여 대한민국 임시정부 군무총장 명의의 격문 등을 작성하여 국내에 파견원을 잠입, 전국 각지에서 군자금 모집 활동을 벌이던 중 경상북도로 파견한 국내 특파원이 경상북도 경찰부에 체포되었다. 이를 의용단사건(義勇團事件)이라 한다.
1923년 1월에 정식 국무총리로 추대되었으며, 1924년 12월 16일 박은식 내각의 임시정부 군무총장 겸 교통총장에 임명되었다.
1925년 3월에 제2대 박은식 대통령의 지명으로 국무총리에 임명되었고 교통총장 겸 군무총장직을 겸직하면서 임시정부를 이끌었다.

### 임정의 궁핍과 최후
그러나 임시정부의 활동은 열악하였다. 임시정부의 황폐는 극도에 달하여 불과 5원의 경비를 마련하지 못해 불법 어음을 발행하였고, 이보다 더한 경우는 궁하다 못해 자식을 중국인에게 넘겨주는 참상마저 일어났다. 개중에는 한 끼로 세 끼 식사를 때우기도 했다. 어떤 이들은 중국의 싸구려 호떡을 사먹으며 식사를 대신하는 경우도 있었다. 상하이의 많은 교포들은 차라리 고국으로 되돌아가기를 권유했으나 그것마저 마음대로 할 수 없는 딱한 사정이었다.
1925년 4월 임정 국무총리직을 사임하고 그 해 5월 참모총장이 되어 독립군 육성에 헌신하였다. 그 후 미국으로 다시 건너가 워싱턴 D.C.의 구미위원부에서 외교 위원으로 소련에 파견되어 외교 활동을 하였으나 소득없이 되돌아왔다. 1926년 1월 22일에 상하이에서 병으로 죽었다.

### 사후
1926년 1월 시신은 화장되어 대한민국 임시정부의 국장으로 상하이의 송경령묘 공원묘역에 안장되었다가 1993년 8월 다른 독립운동가 4위와 함께 유골이 국내로 봉환, 서울특별시 동작구 동작동 산44-7 동작동 국립묘지 애국지사 묘역에 안장되었다. 1962년 3월 건국공로훈장 복장(複章, 훗날의 건국공로훈장 대통령장으로 개정)이 추서되었다.
1999년 서울특별시 종로구 계통 집터에 노백린장군집터 표석이 설치되었다.
아들인 노선경과 노태준, 딸 노순경도 역시 독립운동에 참여하여 후일 독립운동 공로로 건국공로훈장을 수여받았다. 특히 노태준은 한국 광복군에 참여하여 국내 진공작전에 참여하였다.

## 상훈
- 1962년 건국공로훈장 대통령장

## 가족 관계
- 아버지 : 노병균(盧秉均)
- 어머니 :
  - 형 2명
- 부인 :
  - 딸 : 노숙경(盧淑敬), 1889년 - 1982년 5월 19일)
    - 외손녀 : 이인영(1924년 - )
    - 외손녀 : 이인옥(1927년 - )

  - 아들 : 노선경(盧善敬, 1895년 - 1993년 11월 13일
    - 손자 : 노영택
    - 손자 : 노영훈(盧榮勳, 1938년 - )

  - 딸 : 노순경(1902년 - 1979년)
  - 아들 : 노태준(盧泰俊, 1911년 2월 17일 - 1970년 2월 26일, 호는 무웅(無雄), 다른 이름은 노아경(盧亞敬), 독립운동가)
    - 손자 : 노천민(盧天民, 1948년 - )

## 기타

### 자살설
언론인 송건호는 그가 자살했다는 설을 제기하였다. 그는 대한민국 임시정부가 창조파, 개조파, 고수파 등으로 나뉘고 내분을 겪은 뒤 임시정부의 자금이 찌들리는 과정에서 '노백린은 골방 속에서 실의와 절망으로 상심한 끝에 인사불성이 되어 비참한 나날을 보내다가 스스로 목숨을 끊었다.'고 하였다.

## 같이 보기
- 일본육군사관학교
- 신민회
- 해서교육총회
- 대한민국 임시의정원
- 대한민국 임시정부
- 파리강화회의
- 국민군단
- 구미위원회
- 독립유공자로 대통령장을 수여받은 사람

## 참고자료
- 노백린 : 독립유공자 공훈록 - 국가보훈처
- 이현희, 《대한민국 임시정부사 연구》 (혜안, 2001)
- 김후경, 《대한민국 독립운동 공훈사》 (광복출판사, 1983)
- 이현희, 《3·1독립운동과 임시정부의 법통성》 (동방도서, 1987)
- 국가보훈처, 《대한민국독립유공인물록》 (국가보훈처, 1997)
- 이현희, 《계원 노백린 장군전》 (학연문화사, 1999)